# Rokovci
Rokovci är en ort i Kroatien.   Den ligger i länet Srijem, i den östra delen av landet, 230 km öster om huvudstaden Zagreb. Rokovci ligger 81 meter över havet och antalet invånare är 2 094.
Terrängen runt Rokovci är mycket platt. Runt Rokovci är det ganska tätbefolkat, med 90 invånare per kvadratkilometer. Närmaste större samhälle är Vinkovci, 7,9 km nordost om Rokovci. Trakten runt Rokovci består till största delen av jordbruksmark.